# Kimiko Hahn

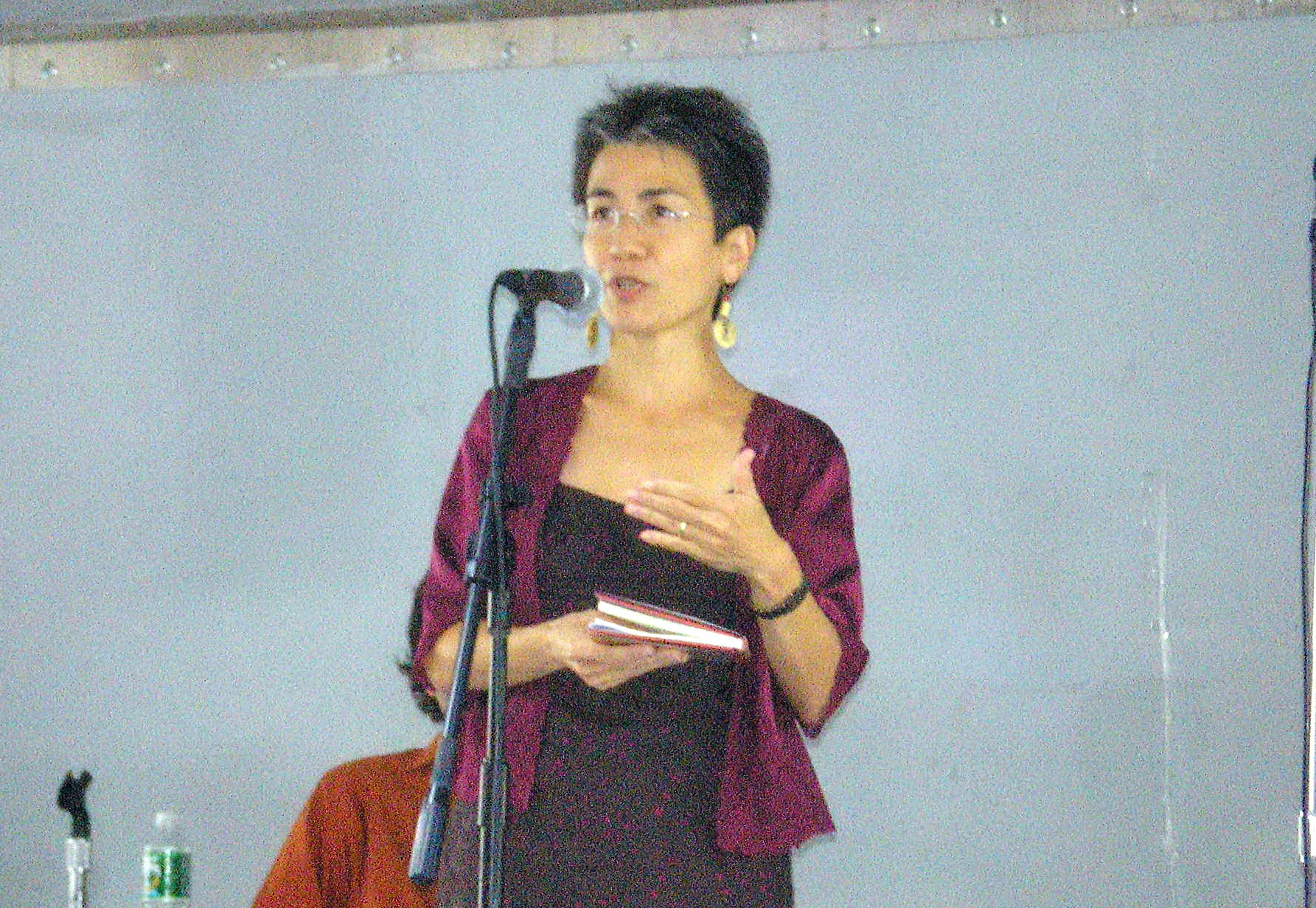
Kimiko Hahn

Kimiko Hahn (* 1955 Mount Kisco, NY, USA) ist eine mehrfach ausgezeichnete amerikanische Dichterin. Sie erhielt u. a. den American Book Award, einen Literaturpreis von der Association of Asian America Studies, den Lila Wallace-Reader's Digest Award sowie auch den Theodore Roethke Memorial Poetry-Preis.
Sie hat einen Bachelorabschluss an der Universität in Iowa und einen Master-of-Arts-Abschluss in japanischer Literatur an der Columbia University.
Sie lebt in New York City, wo sie im Rahmen des MFA-Programms Kreatives Schreiben sowie Literaturübersetzung am Queens College unterrichtet.

## Werke

### Bücher
- We Stand Our Ground Ikon Inc, 1988, ISBN 0-945368-00-3
- Air Pocket Hanging Loose Press, 1989, ISBN 0-914610-51-1
- Earshot Hanging Loose Press, 1992, ISBN 0-914610-84-8
- The Unbearable Heart Kaya Press, 1995, ISBN 1-885030-01-0
- Volatile Hanging Loose Press, 1999, ISBN 1-882413-57-1
- Mosquito and Ant, W. W. Norton & Company, 1999, ISBN 0-393-32062-6
- The Artist's Daughter, W. W. Norton & Company, 2004, ISBN 0-393-32558-X
- The Narrow Road to the Interior, W.W. Norton & Company, 2006, ISBN 0-393-06189-2

### Online Gedichte
- The Closet
- IN CHILDHOOD
- Like Lavrinia
- The Line
- The Breast's Syllabics
- 'becoming the mother'